# Aphilopota interpellans
Aphilopota interpellans là một loài bướm đêm trong họ Geometridae.